# عوني كنعان
عوني كنعان هو لاعب كرة سلة عراقي سابق. شارك في بطولة الرجال في دورة الألعاب الأولمبية الصيفية عام 1948.

## روابط خارجية
- عوني كنعان على موقع الاتحاد الدولي لكرة السلة (الإنجليزية)
- عوني كنعان على موقع سبورتس رفرنس (الإنجليزية)
- عوني كنعان على موقع أوليمبيديا (الإنجليزية)